# 張文煥 (定興)
張文煥（?—?），直隸省保定府定興縣人，清朝政治人物、同進士出身。
光緒十六年（1890年），参加光緒庚寅科殿試，登進士三甲52名。同年五月，著主事，分部学习。